# Charles Ellis (6e baron Howard de Walden)
Charles Augustus Ellis, 6e baron Howard de Walden et 2e baron Seaford (5 juin 1799 - 29 août 1868), est un diplomate et homme politique britannique.

## Famille
Il est le fils de Charles Ellis (1er baron Seaford) et de son épouse, Elizabeth Hervey, fille de John Hervey (Lord Hervey), fils aîné de Frederick Hervey (4e comte de Bristol), le "comte-évêque" de Derry. Formé au Collège d'Eton, il succède à son arrière-grand-père, Lord Bristol, à la baronnie de Howard de Walden le 8 juillet 1803, à l'âge de quatre ans.
Il devient le 6e baron Howard de Walden en 1807, titre qui vient de sa mère. Lorsque son père est décédé en 1845, il devient le 2e baron Seaford.
Ellis hérite de toutes les propriétés de son père en Jamaïque, notamment des plantations de sucre à Montpelier, en Jamaïque, à Caymanas Park, à Shettlewood et à Crawle.

## Carrière
Lord Howard de Walden devient enseigne et lieutenant des Grenadier Guards le 24 avril 1817. Il occupe les fonctions de sous-secrétaire d'État adjoint aux Affaires étrangères du 26 mai 1824 au 9 juin 1828, durant lesquelles il est attaché à Lord Stuart de Rothesay lors d'une mission à Rio de Janeiro au Brésil (janvier 1826). Ce poste lui permet d'entrer dans la diplomatie, puisqu'il est envoyé extraordinaire et ministre plénipotentiaire à Stockholm, en Suède le 2 octobre 1832, à Lisbonne, au Portugal le 22 novembre 1833, et à Bruxelles, en Belgique le 10 décembre 1846. Lord Howard de Walden est nommé chevalier grande croix de l'ordre du bain le 22 juillet 1838 et grand croix de l'Ordre de la Tour et de l'Épée en 1841.

## Mariage et descendance
Lord Howard de Walden épouse Lucy Cavendish-Scott-Bentinck (vers 1813 - 29 juillet 1899), fille de William Bentinck (4e duc de Portland), à l'église All Souls de Marylebone le 8 novembre 1828. Ils ont sept enfants:
- Frederick Ellis (7e baron Howard de Walden) (9 août 1830 - novembre 1899).
- Harriette Georgina Ellis (3 septembre 1831 - 16 avril 1906). Elle épouse en 1875 Michelangelo Caetani, 13e duc de Sermoneta[4]
- William Charles Ellis (22 juillet 1835 - 20 juin 1923).
- Charles Arthur Ellis (décembre 1839 - 30 mars 1906).
- John Charles Ellis (29 septembre 1841 - 8 novembre 1886).
- Evelyn Henry Ellis (9 août 1843 - 5 septembre 1913). Il est l'un des premiers mécènes de Daimler et de la première course automobiliste, la Bertha Benz Memorial Route en Angleterre - de Southampton à Malvern, en juillet 1895, sur une voiture française Panhard & Levassor[5]
- Augustus Charles William Ellis (5 février 1846 - 22 avril 1882).

Lord Howard de Walden est décédé en août 1868 en Belgique, à l'âge de 69 ans. Son fils aîné, Frederick George Ellis, lui succède et est le 7e baron Howard de Walden. Lady Lucy Howard de Walden est décédée en juillet 1899 à St. James House, à West Malvern, dans le Worcestershire.